# Seznam náboženských budov v Koszalinu

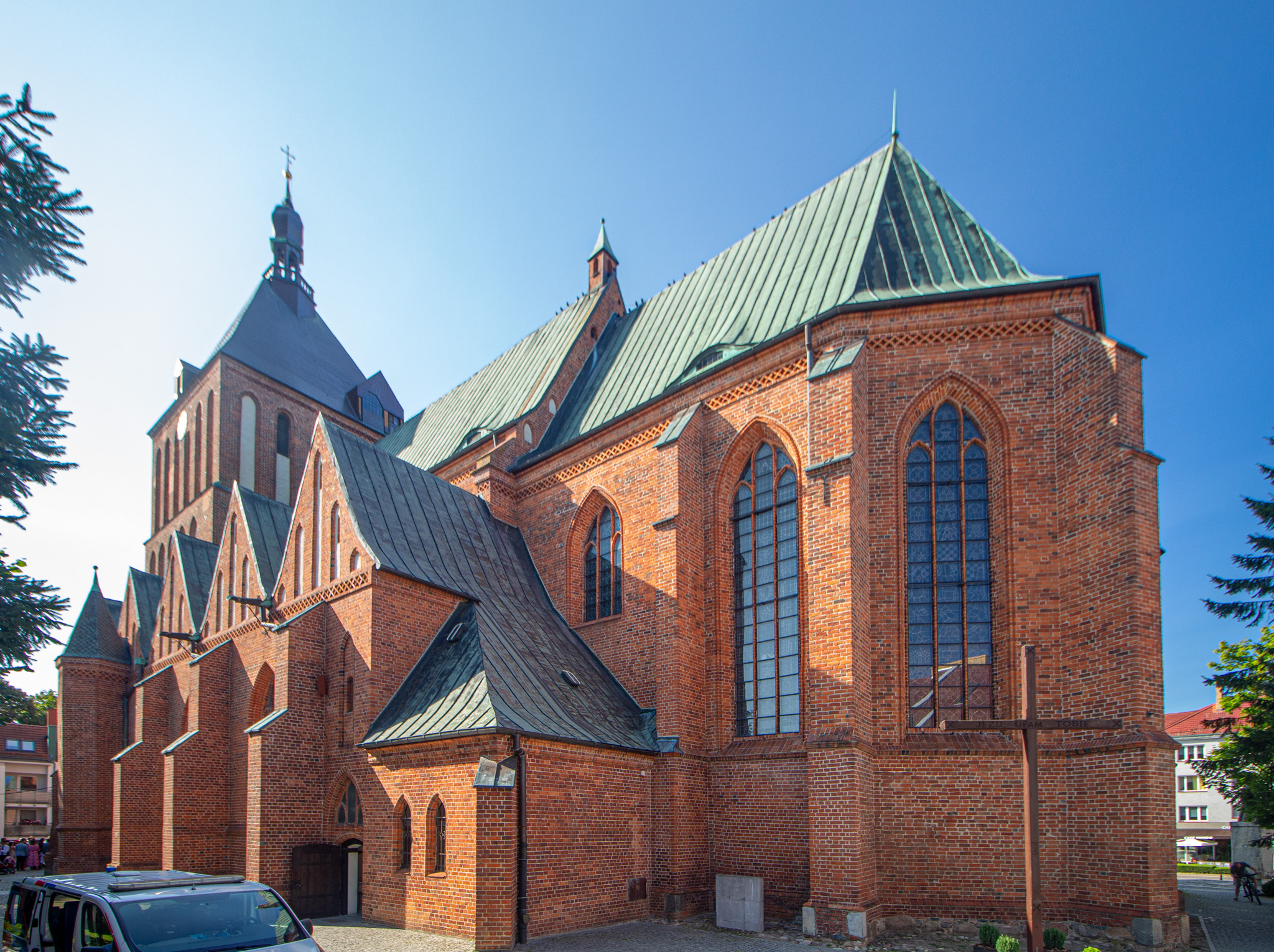
katedrála Neposkvrněného početí Panny Marie

Toto je seznam stávajících i zaniklých kostelů, kaplí a synagog v Koszalinu v polském Pomořansku-Západopomořanském vojvodství.

## Přehled

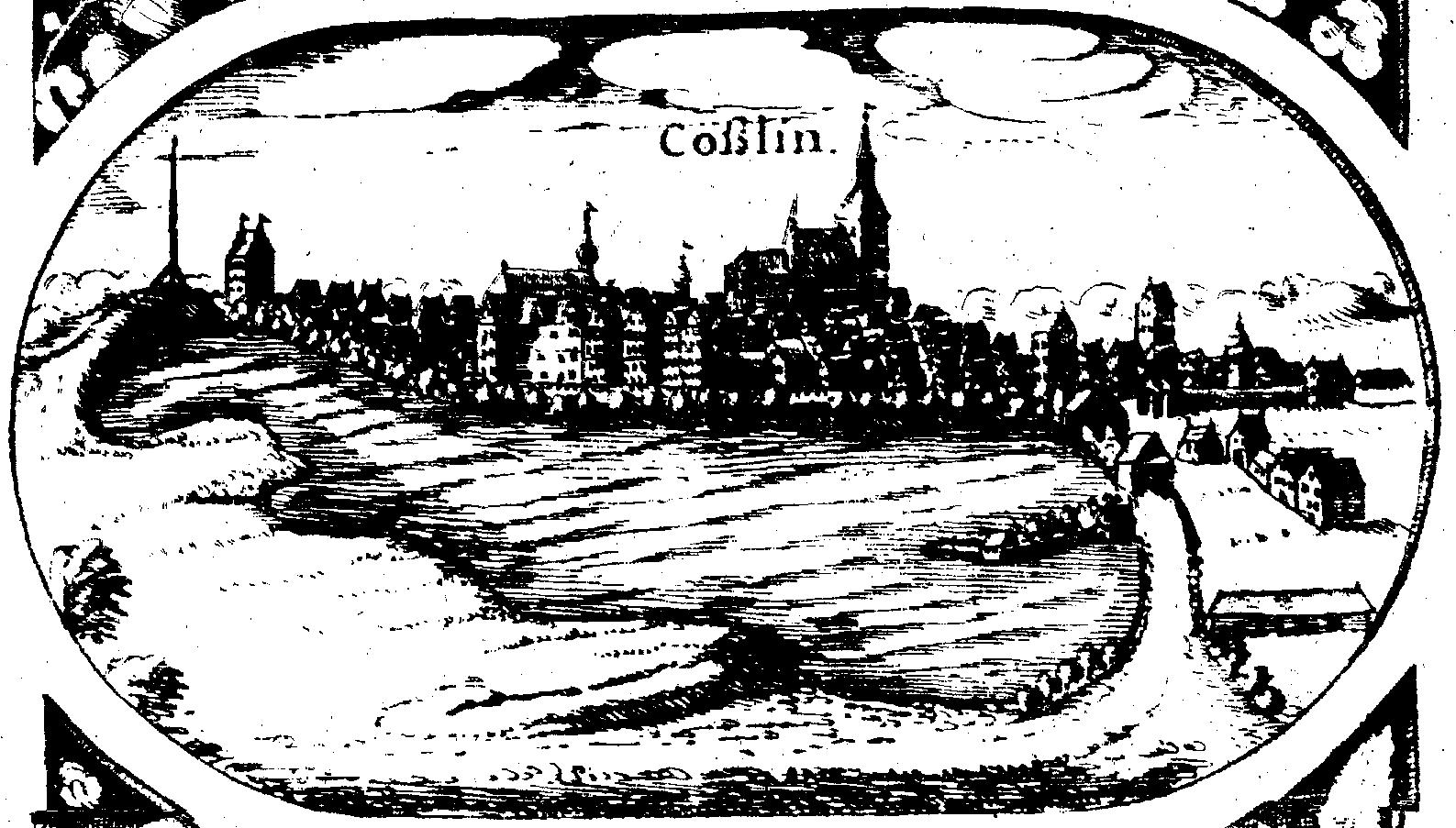
Košalín 1618

Město Koszalin (dříve německy Köslin, česky též Košalín) je druhé největší město v Západopomořanském vojvodství a zároveň hlavním sídlem okresní správy. Je rovněž sídlem katolické diecéze koszalinsko-kolobřežské a místní evangelické církve augsburského vyznání.
Do roku 1945 bylo centrem správního obvodu Köslin s kanceláří superintendenta protestantské církve a konzistoří.

## Existující kostely a kaple

### Římskokatolické kostely a kaple

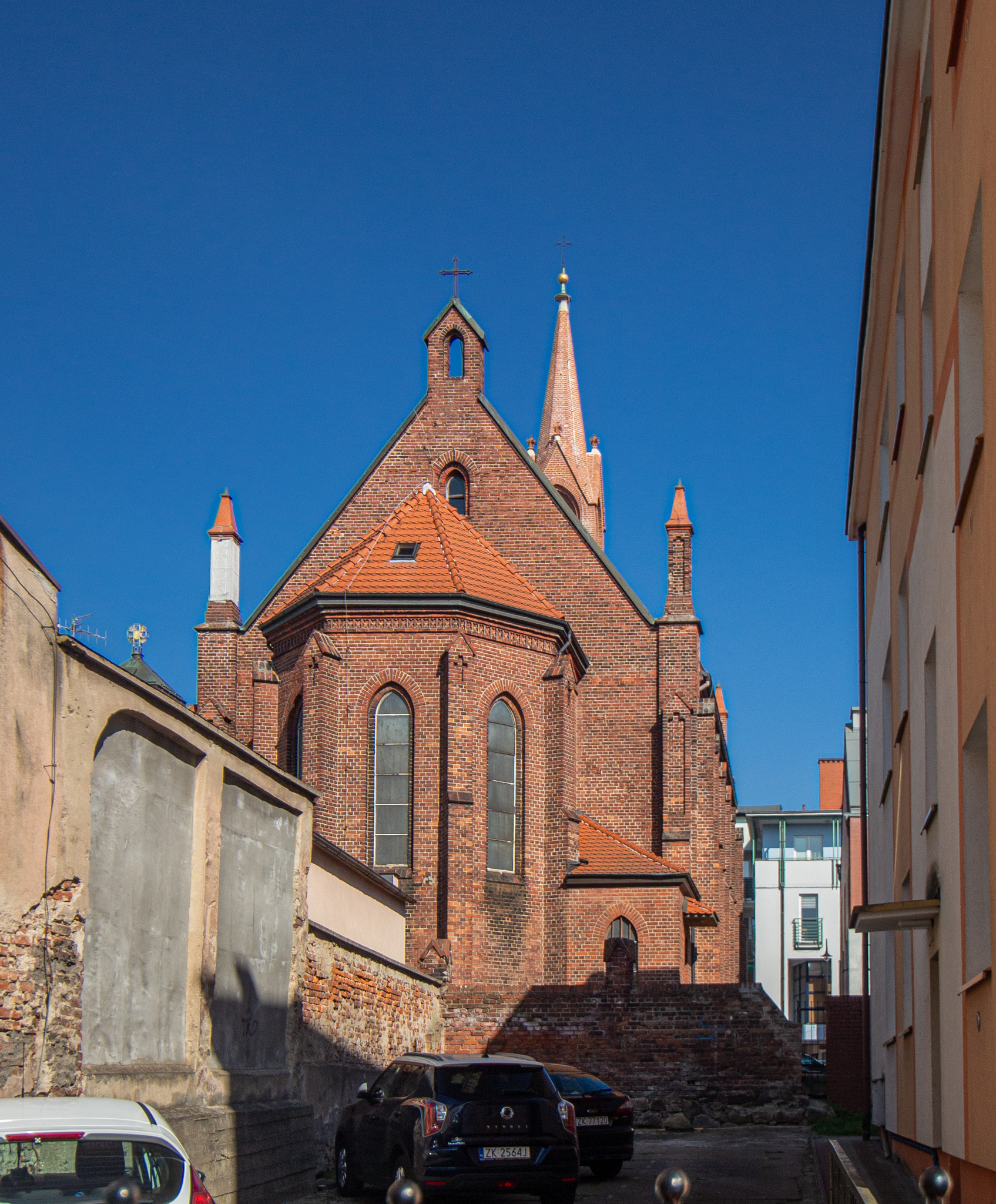
Kostel svatého Josefa

- Katedrála Neposkvrněného početí Panny Marie, postavená ve 14. století. Trojlodní gotická cihlová bazilika, katedrála římskokatolické diecéze koszalinsko-kolobřežské, do roku 1945 protestantský farní kostel
- Kostel svatého Josefa, postavený v roce 1868 jako katolický kostel
- Kostel svatého Ducha
- Kostel Ignáce z Loyoly
- Kostel Povýšení svatého kříže
- Kostel Panny Marie Růžencové
- Kostel Josefa Dělníka
- Svatyně Panny Marie na návrší Góra Chełmska (něm. Gollen), postavená v roce 1980
- Kostel svaté Matky Terezy z Kalkuty

### Další kostely a kaple

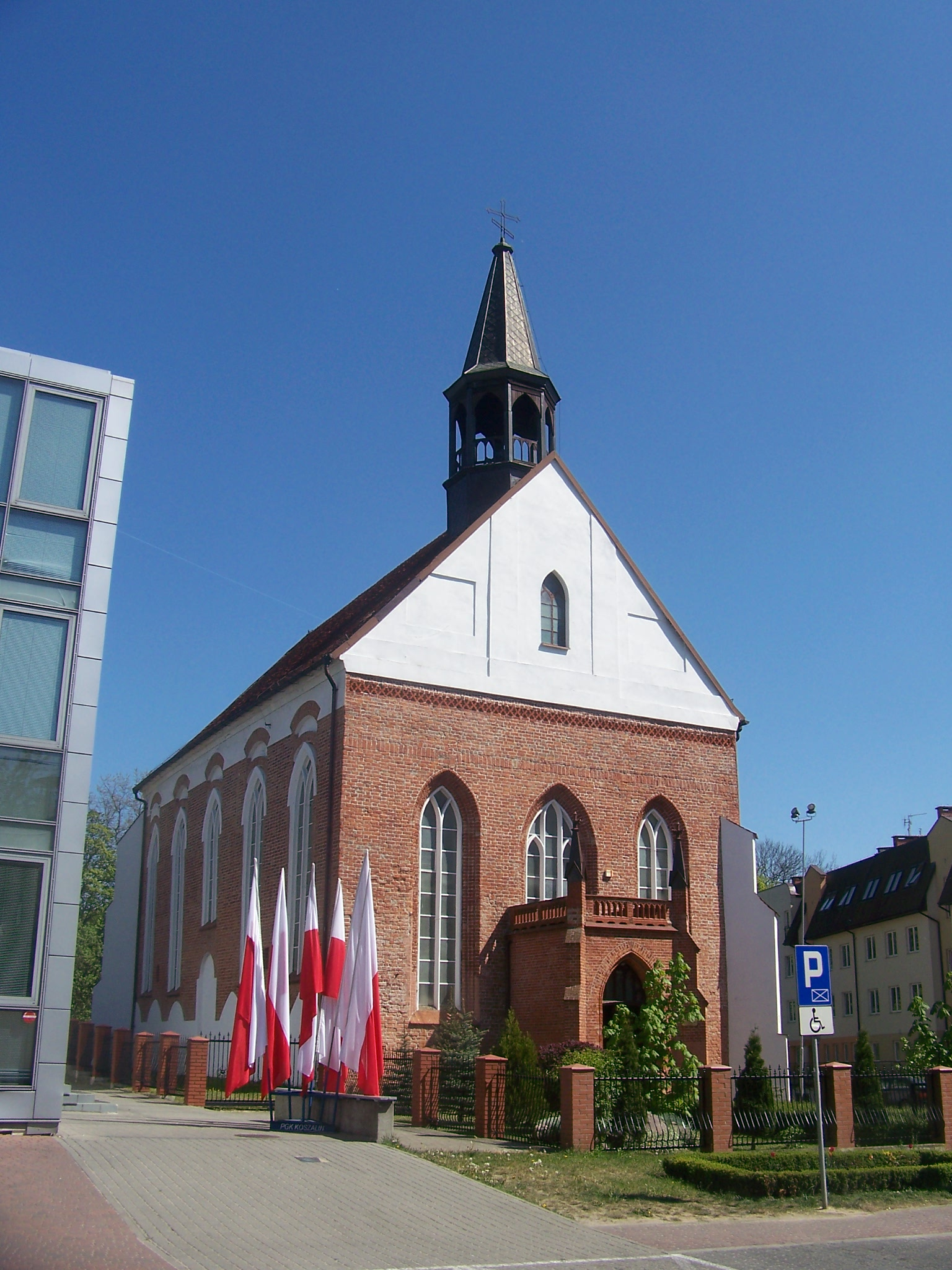
Někdejší Zámecký kostel, dnes pravoslavný chrám Zesnutí Nejsvětější Bohorodice

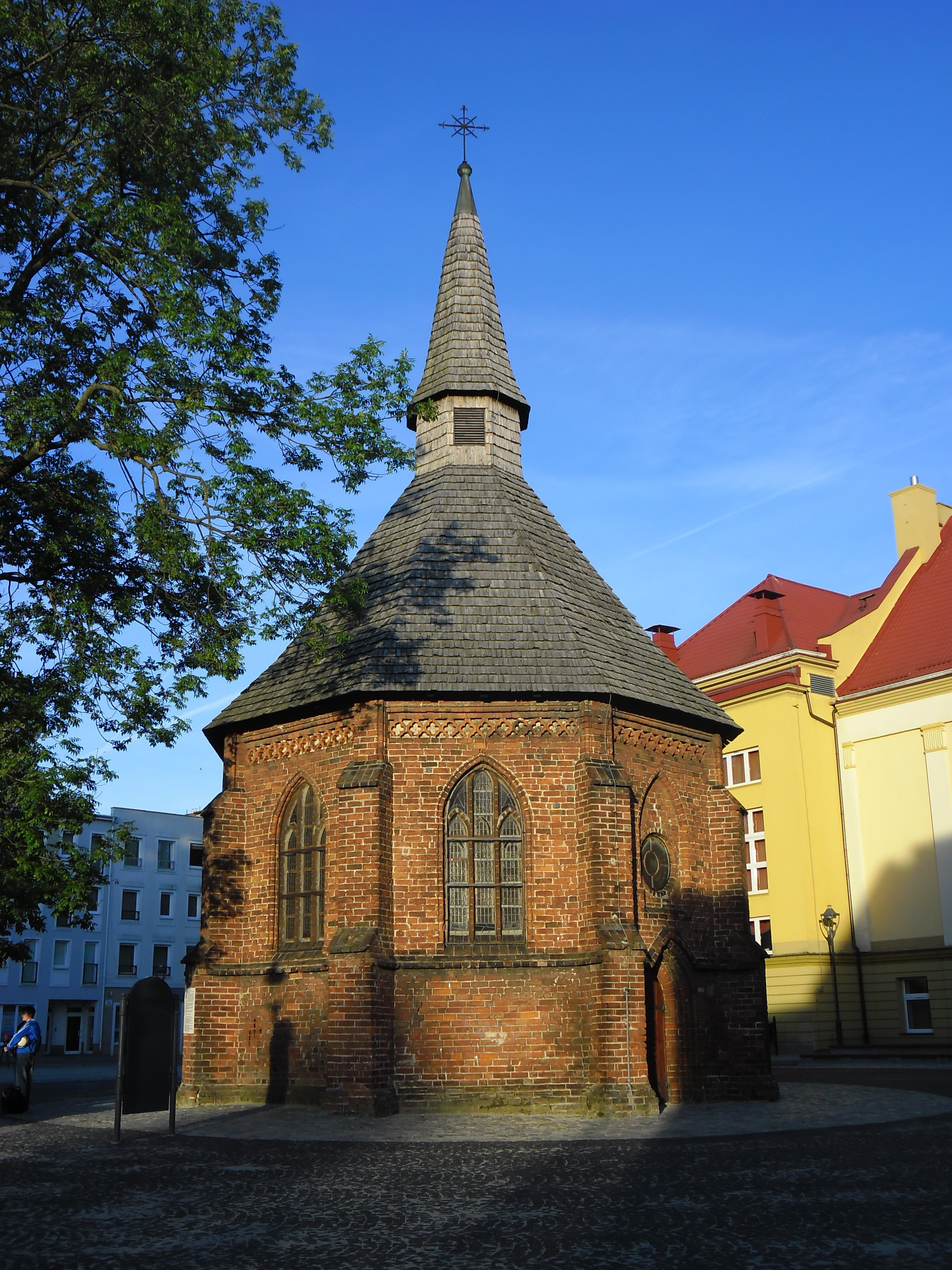
kaple svaté Gertrudy

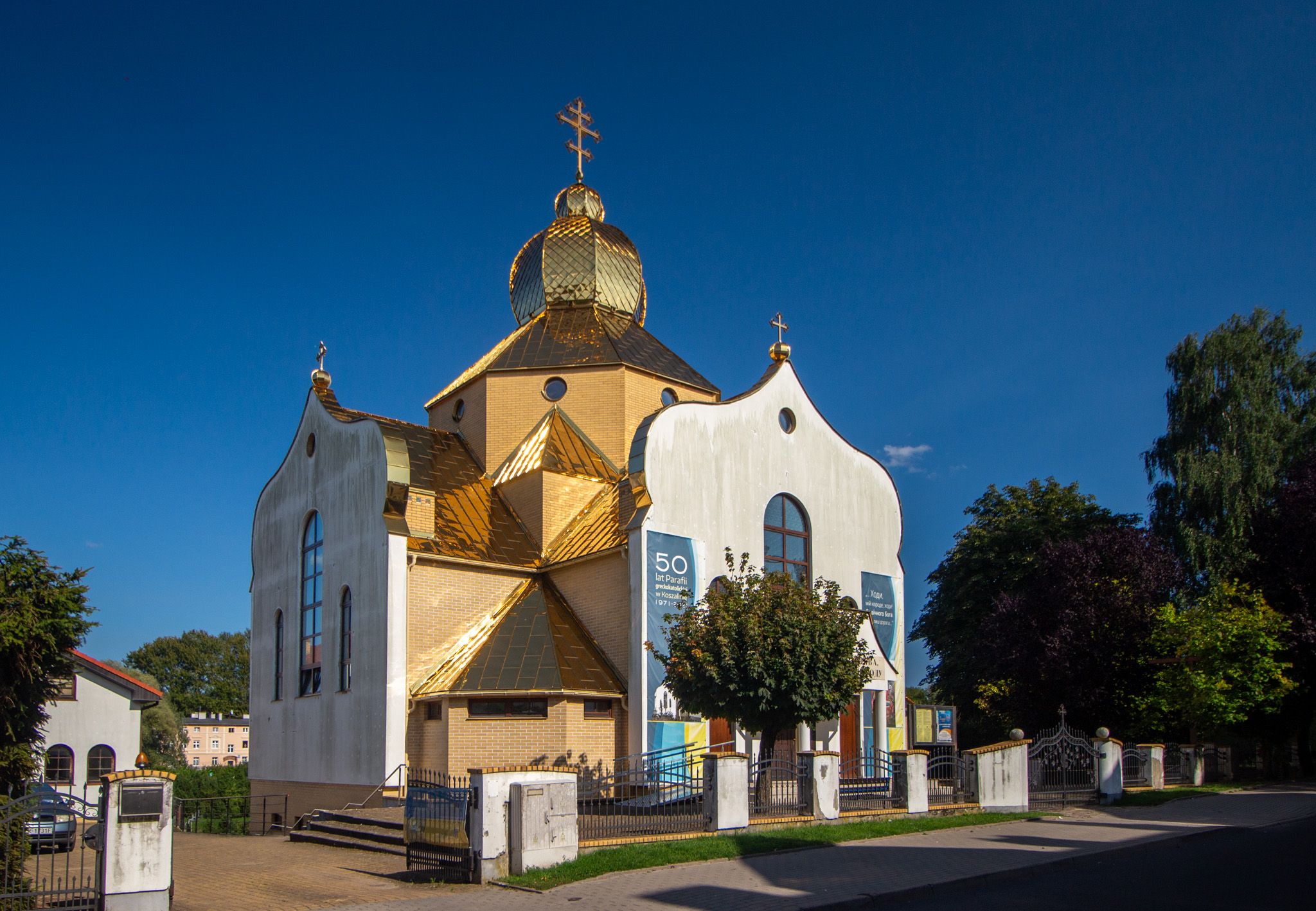
Řeckokatolický chrám-konkatedrála Zesnutí Nejsvětější Bohorodice

- Pravoslavný chrám Zesnutí Nejsvětější Bohorodice, dříve Zámecký kostel (Schlosskirche a kostel Nanebevzetí Panny Marie), postavený kolem roku 1400 jako cisterciácký klášterní kostel, v letech 1602-09 přestavěn na zámecký kostel, novogotická přestavba kolem roku 1880, v současnosti využíván polskou pravoslavnou církví.
- Řeckokatolický chrám Zesnutí Nejsvětější Bohorodice (Nanebevzetí Panny Marie), řeckokatolická konkatedrála

- Kaple svaté Gertrudy, postavená ve 14. století jako nemocniční kaple, nyní sbor evangelické církve augsburského vyznání
- Evangelické komunitní centrum augsburského vyznání
- Metodistická církev
- Kostel Krista (pol. Kościół Chrystusowy), evangelický sbor svobodné církve

## Bývalé kostely, kaple a synagogy

### 19./20. století
Do roku 1945 se ve městě Koszalin nacházelo několik dalších náboženských budov.
- Christuskirche, postavená v roce 1931 metodistickým sborem, později využívaný také pentekostálním sborem a evangelickým sborem augsburských, zbořen v roce 2005 kvůli rozšiřování silnice.

- Baptistický kostel
- Novoapoštolský kostel, nyní světská budova s restaurací, ul. Podgrodzie 1A
- Synagoga, postavená v roce 1885, velká kupolovitá budova v maurském stylu, zničená v roce 1938
- Židovská modlitebna, postavená v roce 1735 na tehdejší Hohetorstraße

### Středověké kaple
V Koszalinu a jeho okolí se nacházelo také několik kaplí. 
- Kaple Ducha svatého, původně nemocniční kaple

- Kaple svatého Jiří, bývalá nemocniční kaple
- Kaple sv. Jakuba, pravděpodobně poutní kaple, zbořena v roce 1735
- Kaple sv. Mikuláše, středověká?, používaná katolickou komunitou od roku 1775, zbořena v roce 1822